# Phaeophilacris minuta
Phaeophilacris minuta är en insektsart som först beskrevs av Lucien Chopard 1957.  Phaeophilacris minuta ingår i släktet Phaeophilacris och familjen syrsor. Inga underarter finns listade i Catalogue of Life.